# Парк вілли Фінци

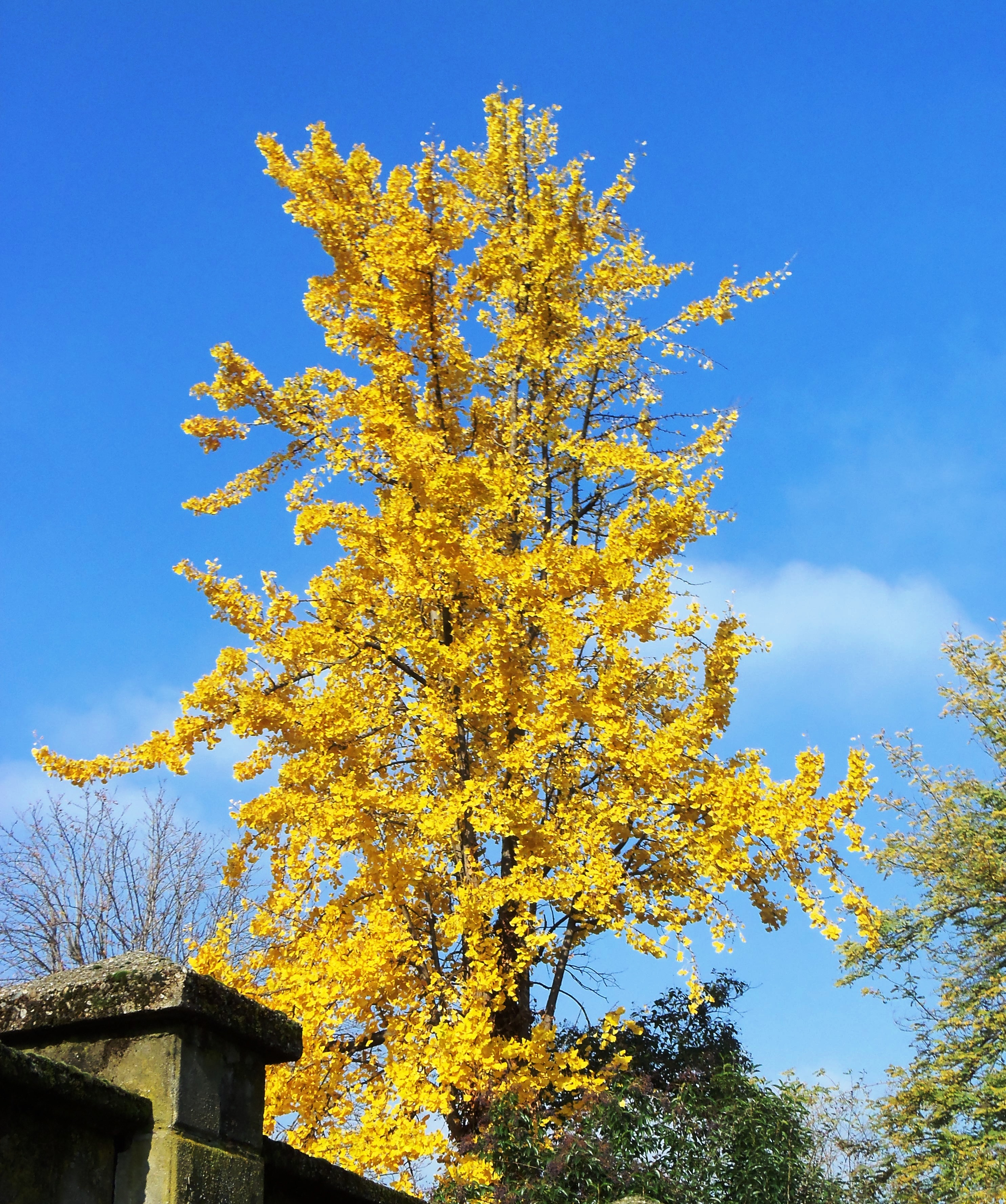
Гінгко білоба в парку

Парк Вілли Фінці розташований у зоні 2 в Мілані, район Ґорла. Поздовжня стіна і дорога відділяють його від мартезанського каналу (Naviglio della Martesana); вхід в парк — з вул. Sant'Erlembardo. Це один з найстаріших парків у місті. На його території зараз розташовані: соціальний центр для людей похилого віку, ясла, дитячий садок, початкова п'ятирічна школа, два ігрові майданчики для дітей, ветеринарна клініка м. Мілан (ASL).
Серед численних видів дерев, присутніх у парку — робінія, алича, чорна тополя, липа серцелиста, айлант, граб звичайний, вишня, бук, кінський каштан, червоний дуб, чорний горіх, в'яз, тополя, гінкго білоба, різні сорти клену. Слід особливо відзначити паперову шовковицю — Morus papyrifera L.

## Історія
На початку XIX століття вілла належала угорському графу Batthyàny, офіцеру гусарів, який в 1829 році створює тут сад. Через територію протікав струмок, який з часом сформував озеро. Два нео-класичні храми прикрашали парк.
У другій половині XIX століття нова власниця вілли, Фанні Фінці Оттоленґі, перетворила парк на місце для благодійних зустрічей, на «будинок-сад для дітей з району Ґорла». А у перші роки XX століття вілла стала притулком для неповносправних дітей у співпраці з Ортопедичним інститутом Ґаетано Піні. У 1934 році, після того, як відділ інституту перебрався в інше приміщення, маєток було придбано комуною Мілану для створення міського парку.

## Лінки
- сайт комуни Мілану [Архівовано 1 квітня 2015 у Wayback Machine.]
- https://web.archive.org/web/20050215123457/http://www.agendamilano.com/AM2_Pagina.asp?IdPag=996
- http://www.facebook.com/note.php?note_id=276065217366
- масонський храм [Архівовано 26 серпня 2010 у Wayback Machine.]